# Явлення Христа

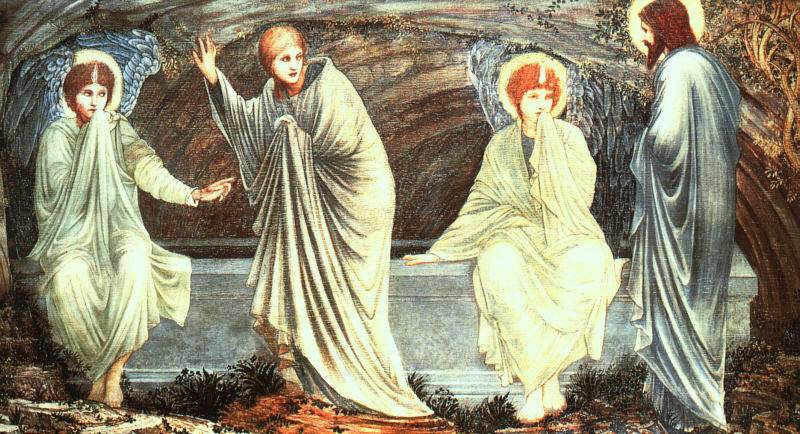
«Вранці після Воскресіння», худ. Е.Берн-Джонс

Явлення Христа учням — описані в Євангеліях. Це випадки явлення воскреслого Ісуса Христа його учням до його Вознесіння. Більшість явлень описані в Євангелії від Івана. За Біблією, одним з видів одкровення Бога є явлення. Завдяки їм, стає зримим присутність істот, які за своєю природою невидимі людям. У старому завіт Бог є Сам («теофанія»), або являє Свою славу, або ж виявляє себе через Свого ангела.

## Явлення в євангелістів
Кількість явлень Ісуса Христа у євангелістів різниться:
- Матвій:
  1. Жінкам-мироносицям (Мт. 28:9–10)
  2. Одинадцяти апостолам (Мт. 28:16–17)
- Марко:
  1. Марії Магдалині (Мр. 16:9), див. Не торкайся до Мене
  2. Двом учням по дорозі в село (Мр. 16:12–13)
  3. Одинадцяти апостолам (Мр. 16:14)
- Лука:
  1. Двом учням по дорозі в Еммаус (Лк. 24:15)
  2. Одинадцяти апостолам (Лк. 24:36)
- Іван:
  1. Марії Магдалині (Ів. 20:14)
  2. Десяти апостолам (без Хоми) (Ів. 20:19)
  3. Одинадцяти апостолам (Ів. 20:26)
  4. Учням на Тіверіядським озері (Ів. 21:1)

## Опис явлень
| Учні                                      | Зображення                                  | Євангельський опис |
| ----------------------------------------- | ------------------------------------------- | --- |
| Марія Магдалина («Не торкайся до Мене»)   |                                             | І, сказавши оце, обернулась назад, і бачить Ісуса, що стояв, та вона не пізнала, що то Ісус… Промовляє до неї Ісус: Чого плачеш ти, жінко? Кого ти шукаєш? Вона ж, думаючи, що то садівник, говорить до Нього: Якщо, пане, узяв ти Його, то скажи мені, де поклав ти Його, і Його я візьму! Ісус мовить до неї: Маріє! А вона обернулася та по-єврейському каже Йому: Раббуні! цебто: Учителю мій! Говорить до неї Ісус: Не торкайся до Мене, бо Я ще не зійшов до Отця. Але йди до братів Моїх та їм розповіж: Я йду до Свого Отця й Отця вашого, і до Бога Мого й Бога вашого! (Ів. 20:14–17) |
| Жінки-мироносиці                          |                                             | Аж ось перестрів їх Ісус і сказав: Радійте! Вони ж підійшли, обняли Його ноги і вклонились Йому до землі. Промовляє тоді їм Ісус: Не лякайтесь! Ідіть, повідомте братів Моїх, нехай вони йдуть у Галілею, там побачать Мене! (Мт. 28:9,10) |
| Лука та Клеопа по дорозі в Еммаус         |                                             | І ото, двоє з них того ж дня йшли в село, на ім'я Еммаус, що від Єрусалиму лежало на стадій із шістдесят. І розмовляли вони між собою про все те, що сталося. І ото, як вони розмовляли, і розпитували один одного, підійшов Сам Ісус, і пішов разом із ними. Очі ж їхні були стримані, щоб Його не пізнали. І спитався Він їх: Що за речі такі, що про них між собою в дорозі міркуєте, і чого ви сумні? І озвався один, йому ймення Клеопа, та й промовив до Нього: Ти хіба тут у Єрусалимі єдиний захожий, що не знає, що сталося в нім цими днями? І спитався Він їх: Що таке? А вони розповіли Йому: Про Ісуса Назарянина, що Пророк був, могутній у ділі й у слові перед Богом і всім народом. Як первосвященики й наша старшина Його віддали на суд смертний, і Його розп'яли… А ми сподівались були, що Це Той, що має Ізраїля визволити. І до того, оце третій день вже сьогодні, як усе оте сталося… (Лк. 24:13–31)                                                              |
| Апостоли (без Фоми)                       |                                             | Того ж дня дня першого в тижні, коли вечір настав, а двері, де учні зібрались були, були замкнені, бо боялись юдеїв, з'явився Ісус, і став посередині, та й промовляє до них: Мир вам! І, сказавши оце, показав Він їм руки та бока. А учні зраділи, побачивши Господа. Тоді знову сказав їм Ісус: Мир вам! Як Отець послав Мене, і Я вас посилаю! Сказавши оце, Він дихнув, і говорить до них: Прийміть Духа Святого! Кому гріхи простите, простяться їм, а кому затримаєте, то затримаються! (Ів. 20:19–23) |
| Явлення апостолу Хомі («Запевнення Хоми») |                                             | За вісім же день знов удома були Його учні, а з ними й Хома. І, як замкнені двері були, прийшов Ісус, і став осередині та й проказав: Мир вам! Потім каже Хомі: Простягни свого пальця сюди, та на руки Мої подивись. Простягни й свою руку, і вклади до боку Мого. І не будь ти невіруючий, але віруючий! А Хома відповів і сказав Йому: Господь мій і Бог мій! Промовляє до нього Ісус: Тому ввірував ти, що побачив Мене? Блаженні, що не бачили й увірували!. (Ів. 20:26–29) |
| Поява на Тіверіядським озері              | Рафаєль, із серії гобеленів «Дії апостолів» | Після цього з'явивсь Ісус знов Своїм учням над морем Тіверіядським. А з'явився отак. Укупі були Симон Петро, і Хома, званий Близнюк, і Нафанаїл, із Кани Галілейської, і обидва сини Зеведеєві, і двоє інших із учнів Його. Говорить їм Симон Петро: Піду риби вловити. Вони кажуть до нього: І ми підемо з тобою. І пішли вони, і всіли до човна. Та ночі тієї нічого вони не вловили. А як ранок настав, то Ісус став над берегом, але учні не знали, що то був Ісус. Ісус тоді каже до них: Чи не маєте, діти, якоїсь поживи? Ні, вони відказали. А Він їм сказав: Закиньте невода праворуч від човна, то й знайдете! Вони кинули, і вже не могли його витягнути із-за безлічі риби… Тоді учень, якого любив був Ісус, говорить Петрові: Це ж Господь!… А Симон Петро, як зачув, що Господь то, накинув на себе одежину, бо він був нагий, та й кинувся в море…Інші ж учні, що були недалеко від берега якихсь ліктів із двісті припливли човником, тягнучи невода з рибою.(Ів. 21:1–8) |